# Резня в Мараге
Резня в Мараге (азерб. Marquşavan qırğını, арм. Մարաղայի կոտորած) — массовое убийство преимущественно мирных жителей армянского села Марага, входящего в объединённое сельское поселение Ленинаван (ныне Шыхарх), азербайджанскими вооружёнными формированиями, занявшими село 10 апреля 1992 года. По данным правозащитных организаций и армянских источников, основанных на свидетельских показаниях, жертвами массового убийства стали по разным данным от 50 до 100 гражданских людей, а ещё около пятидесяти жителей были взяты в заложники.

## Предыстория
Село Марага было расположено в Мардакертском районе на севере Нагорно-Карабахской автономной области, на границе с Тертерским районом (до 1991 г. — Мирбаширский район), недалеко от азербайджанского города Тертер (в 1949—1991 гг. — Мир-Башир). С 1954 года вместе с селом Маргушеван входило в поселковый совет Ленинаван. Согласно последней переписи населения, проведённой в 1989 году, в селе проживало 4660 человек, в основном армяне. По данным «Human Rights Watch», село насчитывало 500 жителей.

## События
Согласно показаниям очевидцев, рано утром 10 апреля 1992 года село подверглось артиллерийскому (или миномётному) обстрелу, как и в предыдущие дни; ближе к полудню обстрел усилился, и азербайджанские вооружённые формирования выдвинулись в направлении села. Члены местного отряда самообороны предупредили жителей, что не смогут удержать свои позиции, располагавшиеся приблизительно в 2 километрах от села. Согласно показаниям свидетеля, ссылающегося на слова жителей села, большая часть жителей и ополченцы покинули село, но часть жителей, в основном пожилые люди и инвалиды, спрятались в подвалах и вырытых в земле укрытиях. Вернувшись в село на следующий день, армяне, по их словам, обнаружили примерно 40-50 тел убитых, причём некоторые из них были обезглавлены, расчленены, обуглены или носили следы пыток. Около 50 человек были взяты в заложники, из которых двенадцать так больше и не вернулись.

## Данные о числе и составе жертв
Оценки числа жертв резни различаются незначительно. Международная правозащитная организация «Human Rights Watch» в своём документе от 1992 года ссылалась на единственное полученное свидетельство ополченца села — участника боя, который по возвращении в село насчитал сорок три убитых. Председатель парламента непризнанной НКР Георгий Петросян заявлял о 53 мирных жителях, убитых в ходе или в результате азербайджанского нападения. При этом в документе «Human Rights Watch» отмечается, что остаётся неясным, как он отличил мирных жителей от членов отряда самообороны, в то же время предположив, что, «по-видимому, это число включает сорок три жертвы, которые были, предположительно, казнены азербайджанцами». В 1998 г. британская правозащитница Кэролайн Кокс, посетившая село с группой членов организации «Christian Solidarity Worldwide» непосредственно после трагедии (по её словам, «всего через несколько часов после нападения»), назвала такие цифры — 45 погибших жителей села и 100 заложников (женщин и детей). В 2001 г. она же в интервью «Голосу Армении» заявила: «Называется число 45 зверски убитых, но я не могу гарантировать его точность». Следует ответить, что Томас де Ваал, описывая участие Каролины Кокс в армяно-азербайджанском конфликте, назвал её «горячей сторонницей карабахских армян»
Поимённый список жертв был представлен организации «Human Rights Watch» Комиссией по делам Карабаха парламента Республики Армения. Впоследствии политолог и журналист Левон Мелик-Шахназарян (в 1992 г. — один из лидеров НКР) опубликовал список 57 погибших жителей (в том числе 30 женщин) — кроме того, по его словам, 45 человек были взяты в заложники, среди них 9 детей и 29 женщин. Мелик-Шахназарян сообщил, что 13 апреля в присутствии Кэролайн Кокс была проведена эксгумация тел убитых. Видеоматериалы, сделанные в ходе эксгумации, по его словам, «находятся в распоряжении» руководства НКР. Тела убитых были расчленены, изуродованы, осквернены, сожжены.
Мелик-Шахназарян пишет, что спустя две недели село подверглось повторному нападению, в результате которого население было насильственно депортировано, 13 жителей были взяты в заложники, а дома разграблены и сожжены. Село фактически перестало существовать.

## Освещение в СМИ
Как армянские, так и независимые источники отмечают, что несмотря на чрезвычайную жестокость произошедшего, резня в Мараге остается почти неизвестной и не отраженной в средствах массовой информации. По словам Кэролайн Кокс, английская газета Дейли телеграф сначала согласилась напечатать её репортаж о резне в Мараге, но затем отказалась:
Английская газета «Дейли телеграф» договорилась со мной об эксклюзивном репортаже на своих страницах с использованием фотоматериалов, поэтому я не обращалась в другие газеты. Однако проходило время, но публикации не было. Я позвонила главному редактору, и он сказал, что решил не печатать материал. «Но ведь несколько недель назад вы опубликовали репортаж о событиях в Ходжалу, почему не хотите печатать правду о трагедии в Мараге?» — спросила я. Он ответил: «Я не думаю, что мы должны торговать трагедиями, сохраняя баланс». И повесил трубку.

Вот что говорит Кэролайн Кокс о том, почему в Мараге не было представителей СМИ:

В те дни я не привела в село Марага много людей, потому что тогда это было небезопасно. В ту мою поездку со мной был журналист, но, к сожалению, он не был со мной в Мараге, потому что поехал на линию фронта.
В тот же вечер у нас состоялась встреча с тогдашним руководителем Карабаха Артуром Мкртчяном. Я пыталась вдохновить его рассказать средствам массовой информации о трагедии в селе Марага. Но он ответил — «Я не могу. Для нас, армян, очень трудно рассказывать о нашем горе»